# Парамонова, Валентина Константиновна
Валентина Константиновна Парамонова (13 августа 1940, Кошкинский район, Куйбышевская область, СССР — 25 июля 2025, Самара) — передовик транспортной отрасли Советского Союза и Российской Федерации, водитель трамвая в М.П. г.о. Самары «Трамвайно-троллейбусное управление».

## Биография
Родилась 13 августа 1940 года в совхозе «Культура» Кошкинского района Куйбышевской области.
Завершив обучение в школе, трудоустроилась дояркой в совхозе «Культура».
В 1959 году переехала в областной центр — город Куйбышев (ныне — Самара).
Трудоустроилась сначала ученицей кондуктора в трамвайном управлении, а затем — ученицей водителя трамвая. За всю трудовую деятельность на линии городского транспорта освоила семь модификаций трамвая. Профессионально умеет управлять трамваем, состоящим из трёх вагонов.
За активное участие в обучении и воспитании молодых специалистов, прилежный и передовой труд, активную общественно-политическую деятельность в советское время была представлена к награждению высокими государственными наградами: орден Ленина и орден Трудовой Славы III степени. В 1987 году она стала носить звание «Почётный гражданин города Самары».
Многократно становилась победителем социалистических соревнований, присваивалось звание «Ударник пятилетки».
«За заслуги перед государством, успехи, достигнутые в труде, науке, культуре, искусстве, большой вклад в укрепление дружбы и сотрудничества между народами» указом Президента Российской Федерации Бориса Ельцина от 10 апреля 1995 года Валентина Парамонова была награждена орденом «За заслуги перед Отечеством» IV степени.
В 1990-х годах вышла на пенсию, но продолжала работать в трамвайном управлении. Работала техническим контролёром уклона, проверяла состояние тормозов трамвайного вагона.

«Не жизнь у меня была, а сплошная трамвайная линия. И все у меня было по любви, по согласию — и в семье, и на работе», — так высказывается о своём жизненном пути Валентина Константиновна.

Умерла 25 июля 2025 года в возрасте 84 лет в Самаре.

## Награды и звания
- Орден «За заслуги перед Отечеством» IV степени (10.04.1995)
- Орден Ленина
- Орден Трудовой Славы III степени
- Медаль «В ознаменование 100-летия со дня рождения Владимира Ильича Ленина»
- Почётный гражданин города Самары